# Сен-Жиль-Круа-де-Ви
Сен-Жиль-Круа-де-Ви (фр. Saint-Gilles-Croix-de-Vie) — коммуна на западе Франции, регион Пеи-де-ла-Луар, департамент Вандея, округ Ле-Сабль-д’Олон, кантон Сент-Илер-де-Рье. Расположена на берегу Бискайского залива в 42 км к западу от Ла-Рош-сюр-Йона и в 75 км к юго-западу от Нанта, в 40 км от автомагистрали А87. В центре коммуны находится железнодорожная станция Сен-Жиль-Круа-де-Ви, конечная линии Нант–Сен-Жиль-Круа-де-Ви.
Население (2019) — 7862 человека.

## История
Коммуна Сен-Жиль-Круа-де-Ви была образована в 1967 году в результате объединения двух коммун, расположенных по обе стороны от устья реки Ви: Сен-Жиль-сюр-Ви и Круа-де-Ви.
Сен-Жиль-сюр-Ви, тогда известный как Сидунум, Сидум или также Сидонум, был основан на левом берегу реки Ви в древности фокейцами. Это поселение вполне может быть знаменитым Портос-Секором, откуда Юлий Цезарь начал своё завоевание Западной Галлии в середине I века до нашей эры «Это не невозможно, считают историки Жозеф Руйе и Марсель Кутон, поскольку совершенно точно, что Сидум является самым старым портом атлантическом побережье» 
В девятом веке монахи-бенедиктинцы из Сен-Мишель-ан-Л’Эрм, почитавшие Святого Эгидия, поселились в посёлке, построив монастырь, а также укреплённую церковь. В Средние века город, расположенный вокруг главной улицы, был важным портом, способным принимать суда вместимостью до ста тонн. В XVIII веке Сен-Жиль был портом, через который осуществлялся экспорт из Нижнего Пуату: по реке Ви перевозилось зерно, соль, вино или даже крупный рогатый скот. Во время поездки в Нижнее Пуату, незадолго до своей гибели в 1610 году, король Генрих IV провёл ночь в замке Бомарше в одном лье от Сен-Жиля, принадлежащем Винсенту Буйе де Л’Эклюзу.
Круа-де-Ви появился на правом берегу реки Ви в XVI веке, когда герцог Монтозье предоставил морякам Сен-Жиля участки земли на «маленьком острове», чтобы они могли строить там свои дома. По данным переписи населения 1610 года в Круа-де-Ви проживало около 500 жителей, или 180 семей (160 католиков и 20 протестантов). В 1622 году, во время восстания гугенотов, король Людовик XIII ужинал в Сен-Жиле.
Во время Вандейской войны 1793-1796 годов, а затем в период Ста дней в 1815 году, река Ви разделила противников и сторонников  Великой Французской революции: моряки и другие лица со скромным достатком из Круа-де-Ви были роялистами, в то время как торговцы и судовладельцы Сен-Жиль-сюр-Ви преимущественно примкнули к республиканскому лагерю, а затем поддержали Наполеона Бонапарта. Во время Революции Сен-Жиль был переименован в Пор-Фидель («Верный порт»), а Круа-де-Ви – в Ле-Гавр-де-Ви.
Начиная с первых морских купаний в начале 1860-х годов, туризм постепенно стал важным направлением деятельности в Сен-Жиль-сюр-Ви и Круа-де-Ви. Первое заведение для купания в море было открыто в Сен-Жиле в июле 1863 года, а вскоре после этого были построены первые виллы на побережье.
Строительство железной дороги в 1880-х годах позволило отдыхающим из Парижа и Нанта за несколько часов добираться атлантического побережья. Летом 1907 года количество отдыхающих оценивалось в 2000 человек, а затем увеличилось до 6000 в 1934 году, когда курорт представил своей стенд на Парижской ярмарке. Введение в июне 1936 года первых оплачиваемых отпусков после прихода к власти Народного фронта ещё больше усилило туристический бизнес. Вторая мировая война прервала его, поскольку морское побережье Вандеи оказалось в «запретной прибрежной зоне». В 1941 году вся пляжная инфраструктура в Сен-Жиль-сюр-Ви была ликвидирована с целью обустройства огневых точек в песчаных дюнах.
После освобождения туризм возобновился. Летом 1946 года курорт принял 20 000 отдыхающих, к 1962 году в нём было построено около 900 летних резиденций. В 1968 году был построен первый многоквартирный дом, а в 1979 году группа компаний Merlin ввела в эксплуатацию 2500 жилых домов.
23 января 1967 года Сен-Жиль-сюр-Ви и Круа-де-Ви объединились и образовали новую коммуну Сен-Жиль-Круа-де-Ви. Город является крупным рыболовным портом и официально признанным морским курортом.

## Достопримечательности
- Церковь Святого Эгидия («Жиля отшельника») IX века, перестроенная в 1883 году
- Церковь Святого Креста конца XIX века в неовизантийском стиле
- Протяжённые песчаные пляжи и сопутствующая инфраструктура отдыха на море

## Экономика
Основными отраслями экономики города являются рыболовство и туризм, стимулирующие развитие судостроения, общественного питания и гостиничного бизнеса.
Структура занятости населения:
- сельское хозяйство — 1,7 %
- промышленность — 16,0 %
- строительство — 9,8 %
- торговля, транспорт и сфера услуг — 47,9 %
- государственные и муниципальные службы — 24,6 %

Уровень безработицы (2019) — 14,2 % (Франция в целом — 12,9 %, департамент Вандея — 10,5 %). 

Среднегодовой доход на 1 человека, евро (2019) — 23 180 (Франция в целом — 21 930, департамент Вандея — 21 550).
В Сен-Жиль-Круа-де-Ви находится штаб-квартира и основная верфь компании Beneteau, второго крупнейшего в мире производителя яхт и лодок.

## Демография
Динамика численности населения, чел.

## Администрация
Пост мэра Сен-Жиль-Круа-де-Ви с 2014 года занимает Франсуа Бланше (François Blanchet). На муниципальных выборах 2020 года возглавляемый им правый список был единственным.
| Период | Период | Фамилия        | Партия                                                       | Примечания                                                                  |
| ------ | ------ | -------------- | ------------------------------------------------------------ | --------------------------------------------------------------------------- |
| 1967   | 1977   | Марсель Рагон  | Разные правые                                                | государственный служащий                                                    |
| 1977   | 1995   | Жан Руссо      |                                                              | преподаватель истории в лицее                                               |
| 1995   | 2014   | Патрик Нель    | Объединение в поддержку Республики Союз за народное движение | директор медицинского центра                                                |
| 2014   |        | Франсуа Бланше | Союз за народное движение Республиканцы                      | редакционный директор медиагруппы, член Регионального совета Пеи-де-ла-Луар |

## Города-побратимы
- Госон, Испания

## Галерея

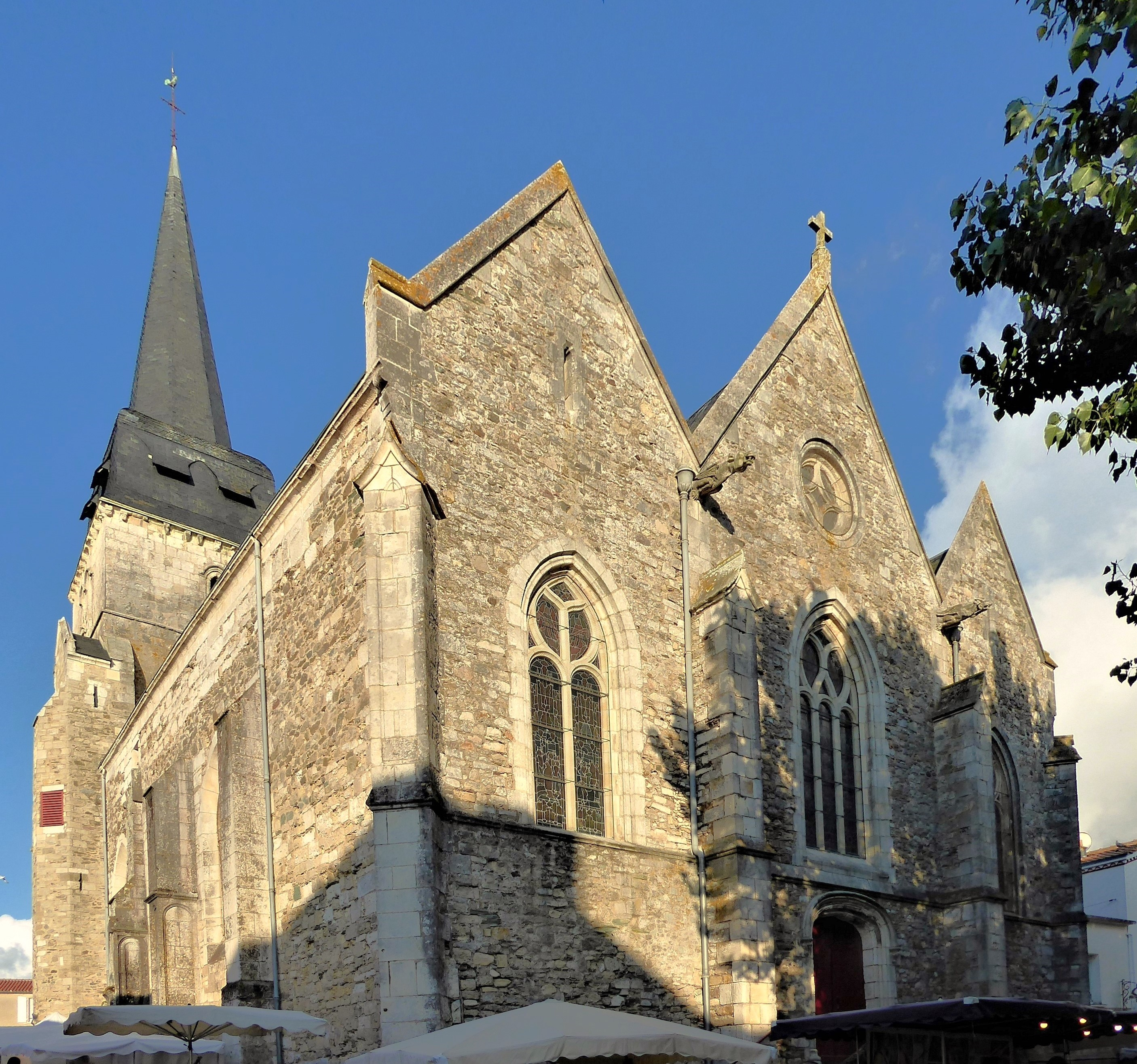
Церковь Святого Жиля
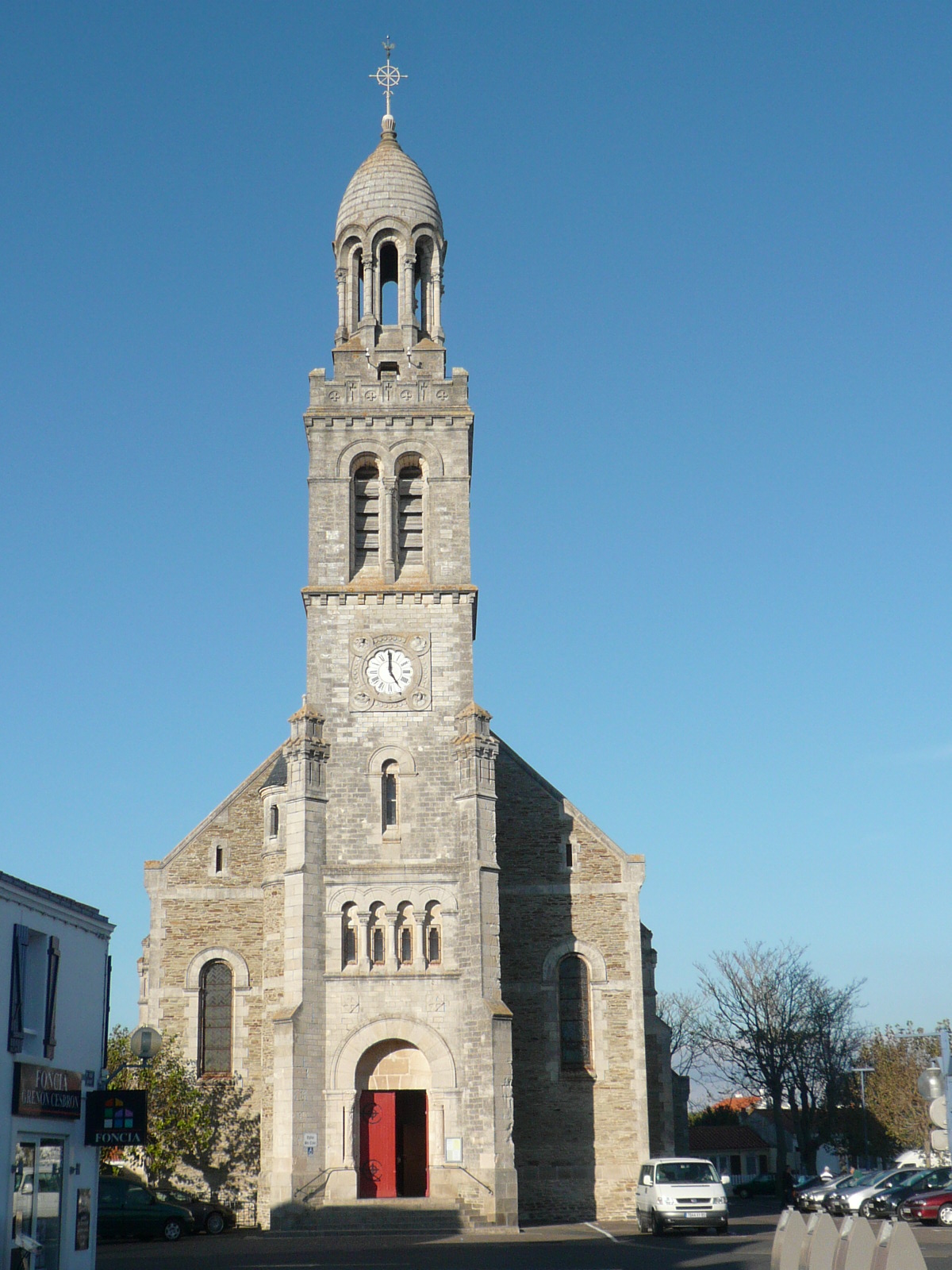
Церковь Святого Креста
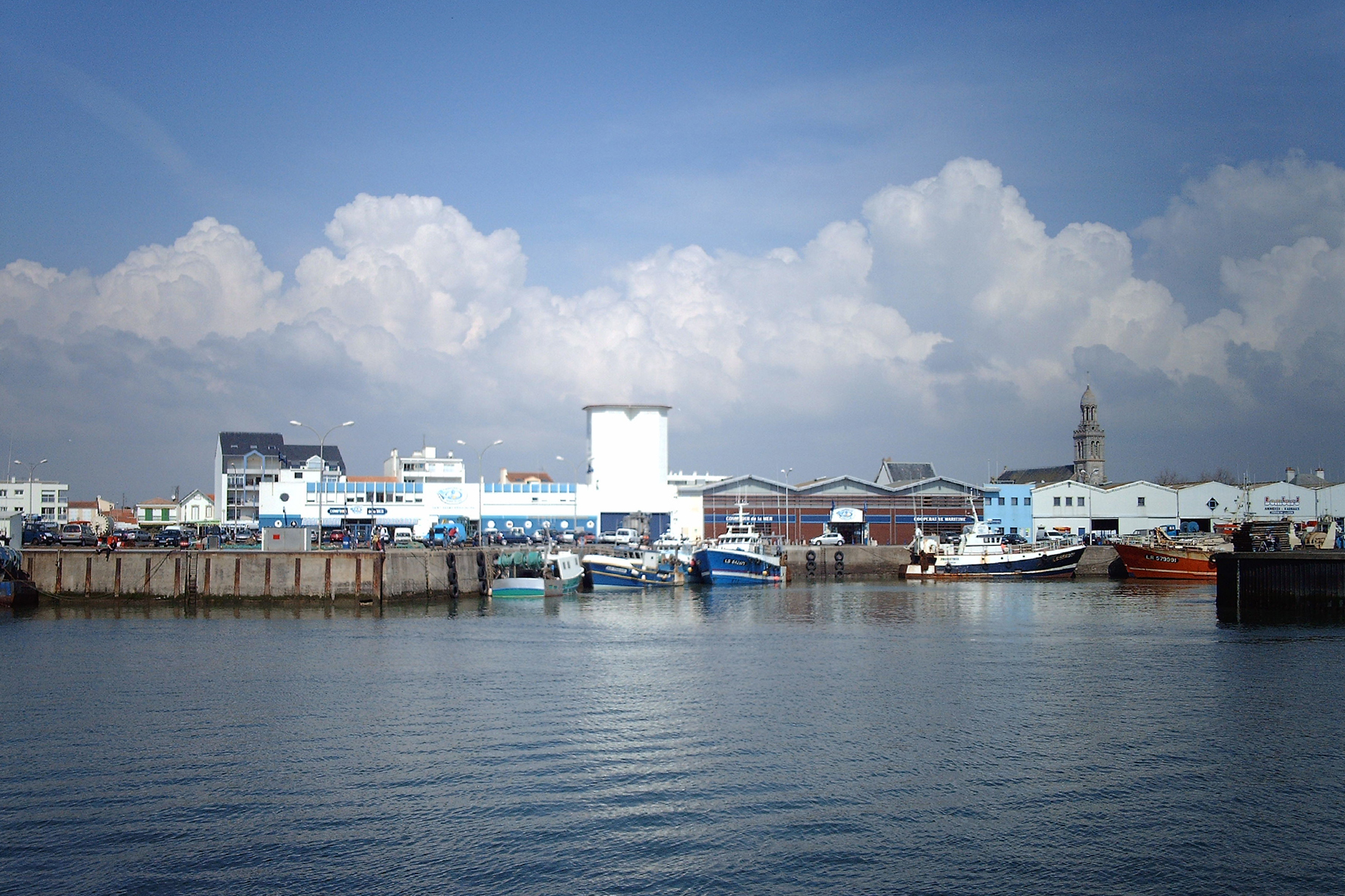
Порт
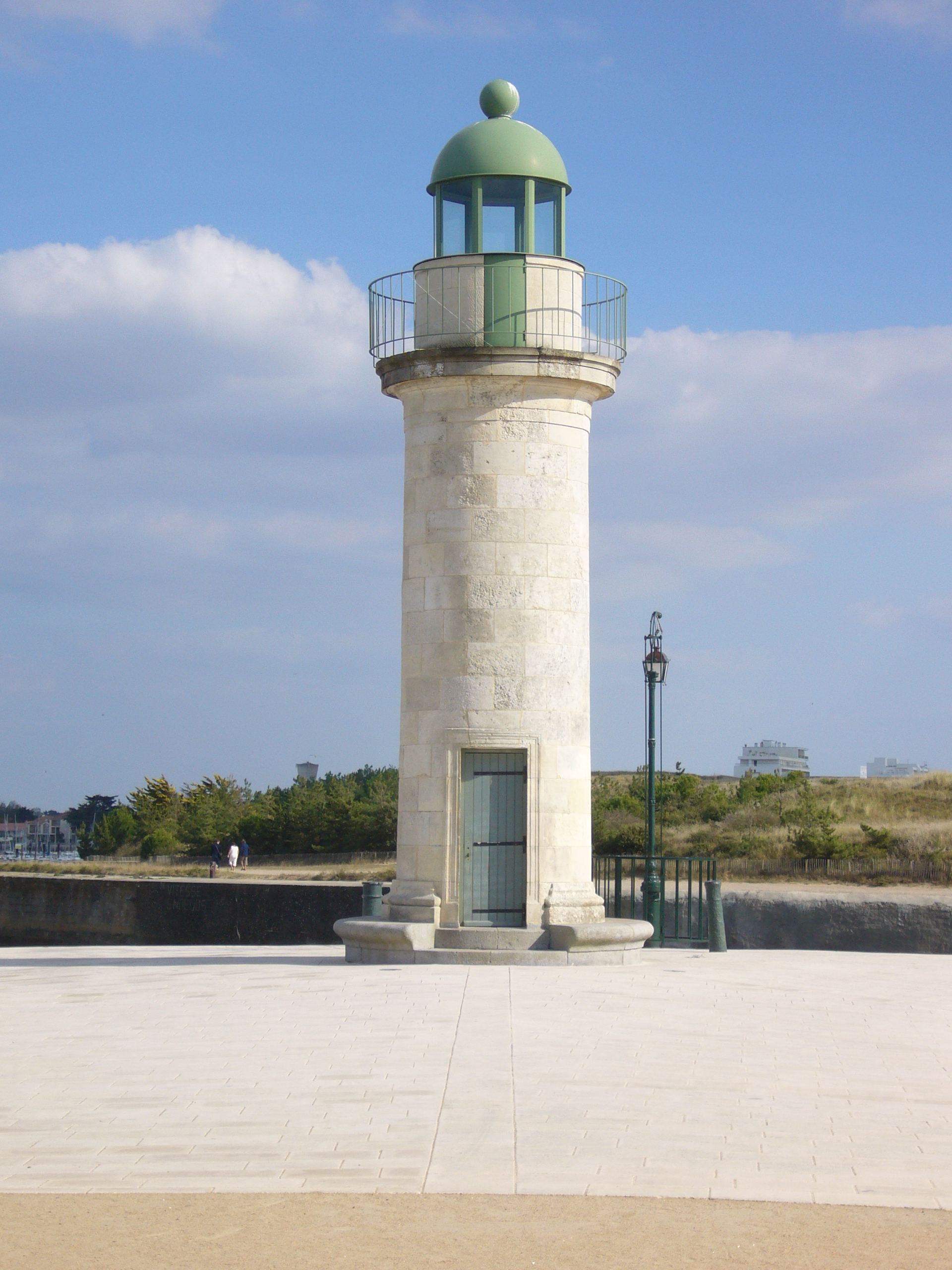
Башня Жозефины (бывший маяк)
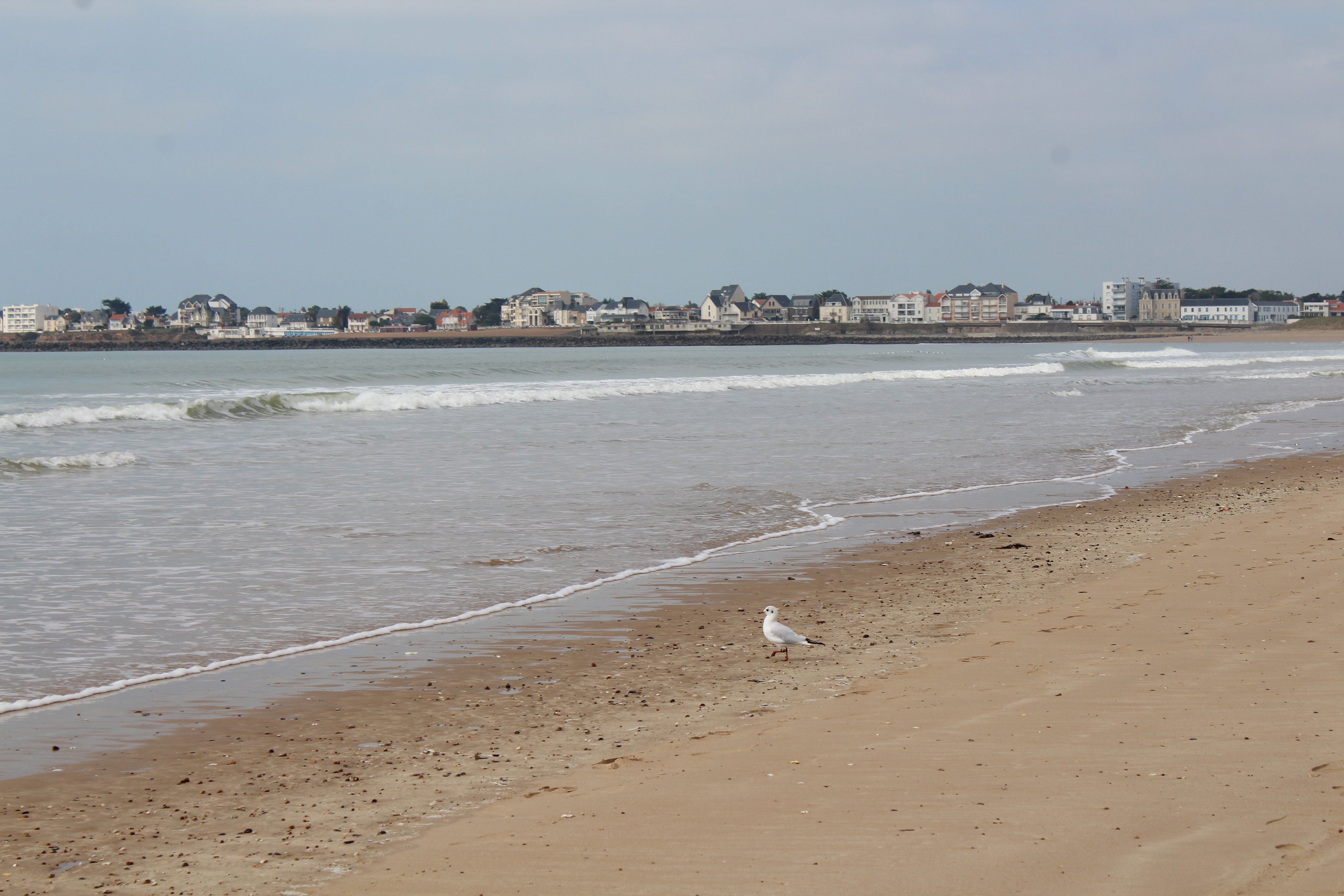
Пляж